# بياسكو
بياسكو هي كومونا (بلدية) في مقاطعة كونيو في منطقة بيدمونت الإيطالية ، وتقع على بعد حوالي 60 كيلومتر (37 ميل) جنوب غرب تورينو وحوالي 20 كيلومتر (12 ميل) شمال غرب كونيو .
وهي الموطن لمتحف القيثارات الوحيد في العالم.